# 迈克尔·W·蒂姆
迈克尔·W·蒂姆（Michael W. Deem）是一名美國生物化學家，目前擔任萊斯大學John W. Cox生物化學、基因工程學教授和物理學、天文學教授。他以並行退火以及改進疫苗的研究而聞名。1991年畢業於加州理工學院，1994年於加利福尼亞大學柏克萊分校取得博士學位。曾獲選為TR35、獲得斯隆獎。
蒂姆也是在2018年11月宣稱自己應用了基因編輯技術讓兩名嬰兒誕生的中國科學家賀建奎之指導老師；蒂姆有在他的研究參與其中，並且曾在其他研究參與者的同意之下在場。 因為是次事件，蒂姆也正在受到萊斯大學調查。 